# 萬系内
萬系内（ばんけーない）は、北海道の釧路市と川上郡弟子屈町にある標高796.5mの山である。山頂には三等三角点「萬系内」が設置されている。

## 概要
阿寒カルデラの外輪山を構成する山で、山頂西側の沢からはであるパンケトー・ペンケトーの両方の湖に注ぐ川が流れている。北側は稜線伝いに特宍丑に繋がり、屈斜路カルデラの外輪山に連なる。萬系内の南にあるコルは永山峠と呼ばれ国道241号が通っており、残雪期に永山峠から山頂に登るのがメインルートである。山名の由来は三角点名からであるがその意味は不明。